# Nemesius von Rom
Nemesius von Rom († nach 250 bzw. 307 n. Chr.) wurde in Rom als Märtyrer verehrt. Die Zuordnung ist legendarisch. Im 7. Jahrhundert wurde sein Grab an der Via Latina verehrt.
Legenden besagen, dass er vom Bischof Stephan getauft und zum Diakon geweiht wurde und später mit seiner blinden Tochter Lucilla das Martyrium erlitten habe.